# Message in a Bottle (Stargate SG-1)
Message in a Bottle (Mensaje en una Botella) es el séptimo  episodio de la segunda temporada de la serie de televisión de ciencia ficción Stargate SG-1. Corresponde al vigésimo noveno episodio de toda la serie.

## Trama
El SG-1 está explorando un planeta inhabitable con antiguas estructuras; una fuente de radiación EM fue detectada y la están buscando. La fuente resulta ser un artefacto esférico de metal, de origen alienígena (pero no Goa'uld). No saben si traerlo o no al SGC, pero Carter dice que el objeto debe tener una fuente de alimentación que ha durado diez millares de años. Teal'c decide que las ventajas potenciales compensan los riesgos y el artefacto es traído a la Tierra para estudio.
El estudio del objeto progresa de a poco, pero cuando el SG-1 está a punto de salir en una nueva misión, el artefacto comienza repentinamente a calentarse y a emitir altos niveles de partículas alfa y beta, además de rayos gamma. El coronel O'Neill decide devolver la esfera a su mundo original así que él y Teal'c, la llevan a la Sala del Portal.
Cuando se activa el Stargate, la esfera lanza hacia fuera varias barras de metal en todas las direcciones. Uno de estas penetra el hombro de O'Neill y lo fija a una pared. Pronto, O'Neill comienza a demostrar signos de una extraña infección y también otros miembros de la base caen enfermos. Descubren rápidamente que la "infección" puede propagarse a través del concreto y es atraída particularmente por el cableado. La doctora Fraiser dice que ciertos antibióticos retardan la infección y Carter descubre que el oxígeno bajo también retarda el crecimiento.
El general Hammond establece los procedimientos de cuarentena conocidos como "WildFire" (Fuego Salvaje). El SGC es sellado totalmente y la "Autodestrucción" se pone en cuenta regresiva automática.
Mientras tanto, Carter descubre que la energía aceleró el crecimiento del organismo y una explosión nuclear solo lo propagara por todo el mundo. Cuando Hammond es informado, intenta cancelar la Autodestrucción pero las computadoras no responden.
En una de las computadoras, Daniel ve una imagen que se parece a uno de los símbolos de la esfera. Él finalmente entiende que el organismo está intentando comunicarse. Carter sugiere que permitan que el organismo crezca elevando los niveles de oxígeno y con Teal'c disparando su arma báculo a la esfera varias veces para proporcionarle más energía.
O'Neill despierta de su coma, pero quien habla es en realidad una entidad alienígena. Esta dice que no desea dañar a los humanos, pero no permitirá que sea devuelta a su mundo anterior y se prepone permanecer y "consumir" la Tierra.
Daniel sugiere que la esfera permita que sea enviada a un mundo inhabitado, donde tendrá recursos amplios sin interferir con otros organismos inteligentes. La esfera acepta y las barras se contraen permitiendo que O'Neill la envíe por el Portal. Libres de la infección las computadoras, el general Hammond y la capitana Carter logran cancelar la autodestrucción.

## Artistas invitados
- Teryl Rothery como la doctora Janet Fraiser.
- Tobias Mehler como el teniente Graham Simmons.
- Gary Jones como Walter Harriman.
- Dan Shea como el sargento Siler.